# سنخ‌های دوگانه اجتماعی
سنخ‌های دوگانه اجتماعی (به انگلیسی: Dual social types) نظریه‌ای است که از سوی برخی از دانشمندان جامعه‌شناسی، علوم سیاسی، اقتصاد و حقوق برای طبقه‌بندی روابط اجتماعی مطرح شده‌است:
سنخ اجتماعی مفهومی است که توسط جورج زیمل جامعه‌شناس آلمانی وارد جامعه‌شناسی شد. او در تشریح سنخ‌های اجتماعی، نوع خاصی از شخصیت را ترسیم می‌کند که برای جوامع مدرن اهمیت دارد.
«زیمل هر سنخ اجتماعی ویژه‌ای را محصول واکنش‌ها و توقعات دیگران می‌داند. هر سنخی از رهگذر رابطه با کسان دیگری پدید می‌آید که پایگاه ویژه‌ای به او می‌دهند و از او انتظار دارند که به شیوهٔ خاصی رفتار کند. ویژگی‌های هر سنخی به‌سان صفات ساختار اجتماعی نگریسته می‌شوند.»
بررسی تمایز جوامع بین نظریه‌پردازان اجتماعی کلاسیک و نو در کشورهای مختلف وجود داشت:
- آلمان، تونیس، زیمل، مارکس، وبر
- انگلستان: اسپنسر، ماین
- تونس: ابن خلدون
- فرانسه: دورکیم، کنت

- آمریکا: آگبرن، اینگلهارت، بکر، ردفیلد، سورکین، کولی، لاسول، مید

ماکس وبر در پاسخ فردیناند تونیس در مورد رابطه دوگانگی گمنشافت و گزلشافت نوشت:
«با توجه به دوگانگی، روابط اجتماعی را می‌توان از یک سو، با توجه به تعامل اجتماعی فردی با نقش‌ها، ارزش‌ها و باورها طبقه‌بندی کرد (اجتماع) یا از سوی دیگر، نتیجه تعاملات غیرمستقیم، نقش‌های غیرشخصی، ارزش‌های رسمی و باورهای مبتنی بر چنین تعاملاتی دانست (جامعه).»
در اینجا، دوگانگی به عنوان ابزاری مفهومی مورد نظر است و نه به عنوان یک «نوع ایده‌آل» که توسط ماکس وبر برای تأکید بر عناصر کلیدی یک تغییر تاریخی - اجتماعی استفاده شد.
هر سنخ اجتماعی چه ویژگی‌هایی دارد؟ تفاوت‌ها و شباهت‌های آنها چیست؟ آیا می‌توان به سنخ واحدی دست یافت؟ چگونه و با چه عواملی می‌توان از جامعه‌ای به جامعه دیگر راه پیدا کرد؟

## جامعه بدوی - جامعه حضری
- ابن خلدون (۱ رمضان ۷۳۲–۲۸ رمضان ۸۰۸ قمری) تونسی: جامعه بدوی - جامعه حضری:
  - جامعهٔ بدوی (به انگلیسی: S): اکتفا به ضروریات زندگی، رفاه کمتر، مقدم بر شهرنشینی، منشأ تمدن، جمعیت کم با تراکم پایین، مشاغل کشاورزی و دامپروری، تقسیم کار و تخصص ساده، دلیر، روابط خویشاوندی خالص، عصبیت قومی، نزدیکتر به نیکی و دورتر از زشتی، مذهبی، تغییر کم آداب و رسوم و عادات، کنترل اجتماعی غیررسمی، رهبری دموکراتیک، بیسوادی بالا، آموزش اندک، عدم زیرکی مردم.
  - جامعهٔ حضری (به انگلیسی: S): زندگی مرفه، تجملاتی، مؤخر از بادیه‌نشینی، وابستگی به بادیه‌نشینی؛ پایان تمدن، جمعیت زیاد با تراکم بالا، مشاغل متنوع، تقسیم کار پیچیده، تخصص‌گرایی، غیر دلیر، اختلاط قومی، عصبیت ضعیف، کجرو و دارای صفات ناپسند، غیرمذهبی، تغییر و تحول دایمی، کنترل اجتماعی رسمی با استفاده از «قوانین بازدارنده» به وسیلهٔ «مراجع ذیصلاح و حکومت»، کاهش سلطه دموکراتیک، کاهش تمرکز قدرت، آموزش‌گرایی؛ افزایش علوم و هنرها، زیرکی مردم به سبب فعالیت‌های علمی.[۴]

## جامعهٔ ایستا - جامعهٔ پویا
- اگوست کنت (۱۹ ژانویه ۱۷۹۸–۵ سپتامبر ۱۸۵۷) فرانسوی: جامعهٔ ایستا - جامعهٔ پویا
  - جامعهٔ ایستا (به فرانسوی: Statique Société): اجماع اجتماعی، اعتقاد مذهبی و دینی مشترک، پیوند افراد جامعه از راه نظام عقیدتی مشترک، تعادل روابط متقابل عناصر موجود در درون کل نظام، تمرکز بر تعادل و ثبات، تنظیم روابط فرماندهی و فرمانبری با دین، توجه به وحدت اجتماعی، زبان مشترک عامل همبستگی، ساخت جامعه، مشروعیت فرمان‌های حکومت از طریق دین و مذهب، نظم اجتماعی، نظم در برابر پیشرفت، وحدت زبانی، هماهنگی پایدار میان شرایط وجود اجتماعی.
  - جامعهٔ پویا (به فرانسوی: Dynamique Société): افزایش همبستگی با تقسیم کار، پویایی و تحرک و تحول اجتماعی، پیشرفت در برابر نظم، پیوند انسان‌ها از طریق تقسیم کار، تحقق فکر جامعه و احساس وابستگی همگانی از طریق اتحاد قدرت‌های مادی و معنوی، تغییر و تطور اجتماعی، وابستگی پیوسته به یکدیگر، وجود پیامدهای ناگوار تقسیم کار.[۵]

## همبستگی مکانیکی - همبستگی ارگانیک
- امیل دورکیم (۱۵ آوریل ۱۸۵۸–۱۵ نوامبر ۱۹۱۷) فرانسوی: همبستگی مکانیکی - همبستگی ارگانیک
  - همبستگی مکانیکی (به انگلیسی: Mechanical solidarity): اشتراک در مفهوم تقدس، بیشتر بودن افکار و گرایش‌های مشترک، پرورش وجدان فردی منطبق با وجدان جمعی، تعامل بخاطر شباهت و همانندی، تقویت وجدان جمعی، شباهت اعضای جامعه، شباهت جامعه به جوامع ابتدایی (بدوی) و اولیه(سنتی) و دیرین (بی‌خط) و قطاعی (تیره‌ای)، شباهت کارکردهای جامعه، عدم تفاوت افراد جامعه، عدم تمایز اجتماعی، کاهش رشد فردیت، وابستگی به ارزش‌های واحد، وجود احساسات مشترک و واحد، وجود حداقل تفاوت‌های فردی، همانندی و شباهت اعضا، همسانی اعضای جامعه از نظر دلبستگی به خیر همگانی، یکی شدن وجدان فردی با جمعی.
  - همبستگی ارگانیک (به انگلیسی: Organic solidarity): آزادی فردی، امکان رشد فردیت، تخصص هر فرد در یک رشته خاص، تضعیف وجدان جمعی، تعامل بخاطر تمایز و ناهمسانی، تعریف وظیفه خاص برای هر عضو، تفاوت افراد با یکدیگر، شباهت جامعه به جوامع مدرن و جدید (غیرسنتی)، عدم همانندی افراد، مکمل بودن افراد و نهادها بر اساس ناهمسانی و تمایزها، نیازمندی افراد به یکدیگر، وابستگی متقابل دوسویه افراد و گروه‌ها به یکدیگر، وجود تقسیم کار اجتماعی، وجود تمایز اجتماعی افراد با یکدیگر، همگی در خدمت جامعه بودن.[۶][۷]

## مقدس - نامقدس
- امیل دورکیم فرانسوی: مقدس - نامقدس[۸][۹][۱۰]
  - مقدس (به انگلیسی: S):
  - نامقدس (به انگلیسی: S):

## تک پیوندی - چند پیوندی
- پیتیریم سوروکین (۸ ژانویه ۱۸۸۹–۱۱ فوریه ۱۹۶۸) روسی - آمریکایی: تک پیوندی - چند پیوندی[۱۱]
  - تک پیوندی (به انگلیسی: S):
  - چند پیوندی (به انگلیسی: S):

## روستایی - شهری
- جورج زیمل (۱ مارس ۱۸۵۸–۲۸ سپتامبر ۱۹۱۸) آلمانی: روستایی - شهری
  - روستایی (به انگلیسی: S):
  - شهری (به انگلیسی: S):

## مذهبی - اقتصادی
- جورج هربرت مید (۲۷ فوریه ۱۸۶۳–۲۶ آوریل ۱۹۳۱) آمریکایی: مذهبی - اقتصادی
  - مذهبی (به انگلیسی: S):
  - اقتصادی (به انگلیسی: S):

## گروه‌های اولیه - گروه‌های ثانویه
- چارلز کولی (۱۷ اوت ۱۸۶۴–۸ مه ۱۹۲۹) انگلیسی: گروه‌های اولیه (نخستین) - گروه‌های ثانویه
  - گروه‌های اولیه (به انگلیسی: Primary Group): آمیختگی هدف‌های فردی با هدف‌های گروه، اشتراک ژنتیکی، پایداری روابط، تعامل رو در رو، تعداد اعضاء محدود، حس دلسوزی، حل شدن روانی اعضا در کل مشترک، رابطه احساسی و عاطفی و صمیمی، روابط چهره به چهره، روابط عمیق و دامنه‌دار، عضویت طبیعی و دائمی، کسب نگرش و ارزش از گروه، کنش‌های متقابل درونی و بیرونی بین اعضا، مؤثر در اجتماعی شدن کودکان، ما بودن، مثل خانواده یا دوستان، محبت عمیق، منبع الهام عشق و اخلاق‌گرایی و آزادی‌خواهی، مهارت آموزی برای شرکت در فعالیت گروهی، نزدیکی جسمانی اعضاء، نفوذ بالای اعضا بر یکدیگر، وابستگی متقابل بسیار، وفادای، همانندسازی شدید اعضا با گروه، همدردی، همکاری صمیمانه مستقیم، همکاری نزدیک و چهره به چهره، هویت‌پذیری متقابل، یکرنگی.
  - گروه‌های ثانویه (به انگلیسی: Secondary Group): آزادی ورود و خروج، ارتباط تکراری و یکنواخت، ارتباط رسمی، ارتباط عمودی و افقی، انحلال گروه براساس خواست اعضاء و رفع نیازها، پیوند براساس هدف، تشکیل براساس قرارداد و ضرورت اجتماعی، دارای هدف‌های کوتاه‌مدت و درازمدت، روابط غیرفردی، عضویت با میل افراد و براساس نیازها، عضویت براساس صلاحیت و شایستگی، مثل کارمندان و کارگران، نامحدود بودن فعالیت‌ها، وجود تشکیلات، همکاری براساس موازین اجتماعی.[۱۲]

## قومی - شهری
- رابرت ردفیلد (۴ دسامبر ۱۸۹۷–۱۶ اکتبر ۱۹۵۸) آمریکایی: قومی (روستایی) - شهری
  - قومی (به انگلیسی: S):
  - شهری (به انگلیسی: S):

## جامعهٔ مادی - جامعهٔ فرامادی
- رونالد اینگلهارت (۵ سپتامبر ۱۹۳۴–۸ مه ۲۰۲۱) آمریکایی: جامعهٔ مادی - جامعهٔ فرامادی
  - جامعهٔ مادی (به انگلیسی: S): اطمینان از این که کشور نیروی دفاعی نیرومندی دارد، اعطای حق بیشتر به مردم در تصمیم‌گیری‌های مربوط به کار و اجتماعشان، حفظ آهنگ سریع رشد اقتصادی، حفظ اقتصاد با ثبات، حفظ نظم (امنیت) در کشور، مبارزه با تبهکاری، مبارزه علیه افزایش قیمت‌ها.
  - جامعهٔ فرامادی (به انگلیسی: S): اعطای حق بیشتر به مردم در تصمیم‌گیری‌های دولت، حرکت به سوی جامعه‌ای دوستانه‌تر و انسانی تر، حرکت به سوی جامعه‌ای که ارزش اندیشه‌ها در آن بیش از پول باشد، دفاع از آزادی بیان، کوشش در جهت زیباترسازی شهرها.[۱۳]

## اجتماع - جامعه
- فردیناند تونیس (۲۶ ژوئیه ۱۸۵۵–۹ آوریل ۱۹۳۶) آلمانی: گمنشافت و گزلشافت: اجتماع - جامعه
  - اجتماع (به آلمانی: Gemeinschaft): اجتماع پیشاتجددی، تجلی به صورت یک خانواده بزرگ یا قبیله و قوم، روابط اجتماعی عاطفی و سنتی و خویشاوندی و دوستی، رواج آداب عامیانه، «روابط عاطفی و سنتی (وبر)»، عرف‌گرایی، گرایش به تصورات طبقه عوام، «همبستگی مکانیکی (دورکیم)».
  - جامعه (به آلمانی: Gesellschaft): اجتماع دوره تجدد، «روابط بر اساس توافق عقلانی با رضایت متقابل (وبر)»، رواج شهرنشینی، «همبستگی ارگانیکی (دورکیم)».

## جامعه بسته - جامعه باز
- کارل پوپر (۲۸ ژوئیه ۱۹۰۲–۱۷ سپتامبر ۱۹۹۴) اتریشی-انگلیسی: جامعه بسته - جامعه باز
  - جامعه بسته (به انگلیسی: closed society): اخلاقی و دینی، ادعای دانش یقینی، باورمند به سنت‌های مقدس یا جادویی، بسته بودن آزادی اندیشه، جامعه ارگانیک و جادویی، جمع‌گرایی، در برابر جامعه باز، ذهن بسته و ساکن، عدم تمایز قوانین طبیعی با آداب و رسوم اجتماعی، عدم چالش سنت‌های مقدس، علاقمند به حذف دیگران، فشار روابط گروهی بیشتر شخصی، قبول حقیقت نهایی، قبیله‌گرایی، نظام بسته قانون.
  - جامعه باز (به انگلیسی: Open society)و (به فرانسوی: société ouverte): ابداعی هنری برگسون، آزادی اطلاعات، آزادی اندیشه و بیان، آزادی‌های سیاسی، اعتقاد به اصلاحات و تغییر رهبری بدون نیاز به خونریزی و انقلاب و کودتا، اعتماد به ناشناخته نامطمئن و ناامن، اعتماد همه به دانش همه، اقتصاد آزاد، امکان دستکاری درک رای‌دهندگان از واقعیت، انتخابات آزاد، انسان دوستی، با روح گروهی گمشده قبیله گرایی، باز بودن راه پیشرفت، برابری گرایی، بشردوستی، پیدایش لیبرال دموکراسی، پیشرفت‌های اقتصادی مدرنیته، تحرک اجتماعی، تفکیک قوا، تمامیت‌خواهی، تمایز قوانین طبیعی با ساخت بشر، جامعه انتزاعی و بی‌شخصیت‌شده، جامعه ای شفاف، جوامع صنعتی مبتنی بر رشد، چارچوب ذهنی انتقادی افراد، حقوق بشر، دارای موضع ذهنی کلان‌شهرها (زیمل)، در برابر جامعه بسته، در برابر جامعه جادویی یا قبیله‌ای یا جمع‌گرا، دموکراسی گرایی، دولت باز، رواج ایده‌های فردیت و انتقادی و انسان‌دوستانه، رواج دانش انتقادی، سرمایه‌داری، سوادگرایی، عدم پنهان هیچ رازی توسط جامعه، فاقد تمامی تعاملات رو در رو، فشار روابط گروهی کمتر شخصی، قانون و افزایش مسئولیت شخصی و مسئولیت پذیری در قبال انتخاب‌های اخلاقی، کثرت گرایی فرهنگی و مذهبی، کسب و کار باز، کشش عاطفی، گذار از قبیله گرایی، گرایش به جهان‌شمولی اخلاقی، گسترش روابط اجتماعی انتزاعی، مواجهه فرد با تصمیم‌گیری‌های شخصی، موقتی و خطاپذیر بودن بودن دانش، ناسازگاری با اعتقادات مذهبی و سنت‌ها، ناشناس بودن اعضا، نظامی پویا، نگرش انتقادی به سنت، نیاز به مشارکت در تفکر انتقادی همه شهروندان، وجود انتقاد اجتماعی، وجود نهادهای فرهنگی و قانونی.[۱۴]

## سرمایه‌داری - کمونیسم
- کارل مارکس (۵ مه ۱۸۱۸–۱۴ مارس ۱۸۸۳) آلمانی: سرمایه‌داری - کمونیسم
  - سرمایه‌داری (به انگلیسی: Capitalism): اختلاف دایمی کارگران با سرمایه‌داران، اختلافی شبیه بردگان با برده‌داران یا فئودال‌ها و سرف‌ها، ازخودبیگانگی، انجام هر کاری برای کسب درآمد، پیش از سوسیالیسم، تجمل‌گرایی تجار و ثروتمندان، تضاد استثمارگر و مستعمره، تضاد طبقاتی کارگران با سرمایه‌داران (پرولتاریا و بورژوا)، چیرگی اشیاء بر مردم، حکومت اشیا ساخته دست بشر بر بشر، حکومت سرمایه، دولت حافظ منافع صاحبان سرمایه و در خدمت طبقه حاکم و عامل استثمار طبقه کارگر، شبیه نظام برده‌داری و فئودالیته و بورژوازی، شکاف طبقاتی، فروپاشی قدرت کلیساها، کار با ماشین‌آلات و دستگاه‌ها، کار برای درآمد و درآمد برای زندگی، کار کم ولی کارگر بسیار (بیکاری)، کار گروهی، گسترش تجارت و معاملات اقتصادی، مالکیت خصوصی، مبارزه بر سر منافع اقتصادی، منازعه ظالم و مظلوم.
  - کمونیسم (به انگلیسی: Communism): انقلاب کارگران، برابری در مزایای اجتماعی، بی‌طبقه، تکامل وسایل تولید، حکومت دولت ناظر، حکومت کارگران، درمان دردهای به وجود آمده از نظام سرمایه‌داری، شبیه سوسیالیسم و مارکسیسم و کمون اولیه و ثانویه، مالکیت اشتراکی (عمومی یا همگانی) ابزار - سرمایه، زمین، اموال و جز آنها - تولید، مالکیت مردم بر ابزار تولید، مرحله نهایی و پس از سوسیالیسم.

## منزلت - طبقه
- ماکس وبر (۲۱ آوریل ۱۸۶۴–۱۴ ژوئن ۱۹۲۰) آلمانی: منزلت - طبقه[۱۵]
  - منزلت (به انگلیسی: S):
  - طبقه (به انگلیسی: S):

## جامعهٔ ایستا - جامعهٔ پویا
- ویلیام آگبرن (۲۹ ژوئن ۱۸۸۶–۲۷ آوریل ۱۹۵۹) آمریکایی: جامعهٔ ایستا - جامعهٔ پویا
  - جامعهٔ ایستا (به انگلیسی: Static Society): آماده نبودن محیط طبیعی زندگی یا بوم طبیعی برای تکامل اجتماعی، اجتماع‌های کوچک و کم مایه و دور مانده، استقلال در تولید کالاهای مورد نیاز هر خانواده، پیروی از هنجارهای اجتماعی، تعیین همه چیز حتی طرز پوشیدن لباس و جویدن غذا از قبل، تولید اقتصادی با شیوه‌های کهن، رواج ساز و آواز چند قرن پیش، عدم تشویق نقادی و ابتکار، گرداندن جامع توسط سالخوردگان خزانه سنت‌ها، محروم از تراوش فرهنگی، محیط طبیعی یا جغرافیایی و آب و هوا و خاک نامساعد، نادر بودن بی هنجاری اجتماعی، واکنش شدید و خودبه خودی جامعه در مقابل بی هنجاری اجتماعی، اسارت اخلاق اجتماعی توسط عرف، بدون تمدن، بسیار کمتر تغییر، تعیین نقش و پایگاه اجتماعی و زناشویی و مرگ هر کس با وضع خانوادگی و طایفه‌ای و طبقه‌ای، ثابت بودن نظام زندگی، حکومت سنت‌ها با قهر و غلبه تام بر مردم، دلخوشی مردم به زندگی خوش پس از مردن، دور بودن از جامعه‌های بزرگ، زندگی یکنواخت و تیره، سرگرمی مردم با خوشی‌های کوچک روزانه، سود نجستن از تراوش فرهنگی، عدم امید و انتظار بهبودی، عدم تحرک اجتماعی، عدم تغییر انگاره‌های حکومت و دین و نهادهای اجتماعی، عدم تغییر صنایع دستی، عدم توانایی پیمودن مراحل تکامل، عدم توانایی تحریک تازه اشخاص توسط محیط اجتماعی، عدم روبه روی با حوادث و نیازمندی‌های نو و دشواری‌های جدید، عدم ضرورت پیوند فرهنگی، عدم نوآوری، کوهستانی بودن، مرحله گردآوری خوراک، وقوع هر کاری به وجهی ثابت.
  - جامعهٔ پویا(به انگلیسی: Dynamic Society): افزایش شهرنشینی، تشویق افکار نو و جوانان، دوره تولید خوراک، دوره تولید ماشینی، زندگی پرتحول جامعه، صنعتی، محور فعالیت اجتماعی بودن جوان، بروز رفتارهای مخالف قالب‌های جامعه، تحرک اجتماعی و طبقه ای زیاد، تغییر دائمی، تکاپوی همگانی، سنت‌ناگرایی، عدم ثبات نهادها و مؤسسه‌ها، فراوانی تفکر انتقادی و ابتکار و بت‌شکنی و انحراف از هنجارهای اجتماعی، متغیر.[۱۶]

## جامعه دادستدی - دولت نظامی
- هارولد لاسول (۱۳ فوریه ۱۹۰۲–۱۸ دسامبر ۱۹۷۸) آمریکایی: جامعه دادستدی - دولت نظامی
  - جامعه دادستدی (به انگلیسی: S):
  - دولت نظامی (به انگلیسی: S):

## جامعه نظامی - جامعه صنعتی
- هربرت اسپنسر (۲۷ آوریل ۱۸۲۰–۸ دسامبر ۱۹۰۳) انگلیسی: جامعه نظامی - جامعه صنعتی
  - جامعهٔ نظامی (جنگجو) (به انگلیسی: Militant Society):

اجبار در امورات؛
استفاده صرف از محصولات داخلی؛
اعمال محدودیت بر دارایی افراد؛
افراد نوکر و مدافع منافع دولتند؛
اقتصاد بسته و قائم به‌ذات و خودکفا؛
انضباط‌گرایی شدید؛
بازرگانی خارجی اندک؛
بسیج مردم با اعمال فرامین؛
تأثیر بالای ساختارهای اجتماعی؛
تحدید آزادی‌های فردی و اجتماعی؛
تنظیم فعالیت‌های مثبت و منفی افراد جامعه؛ عدم امکان تغییر شغل؛
عدم تحرک اجتماعی؛
عدم وجود انگیزه فردی؛
عدم وجود سازمان خصوصی؛
فعالیت دفاعی و تهاجمی؛
کم رنگ شدن فردیت؛
متمرکز بودن ساختار دولت؛
موروثی بودن سِمت‌ها؛
میهن‌پرستی افراطی؛
وفاداری و فرمانبرداری و اعتقاد به تبعیت از مافوق؛
هدایت و کنترل همه‌جانبه دولت؛ همکاری اجباری.
- - جامعهٔ صنعتی (به انگلیسی: Industrial Society):

ابتکار و استقلال فردی و اجتماعی؛
اقتصاد باز؛
انجام خدمات فردی متقابل و صلح‌آمیز؛
انعطاف‌پذیری و باز بودن مراتب اجتماعی و اشتغال و محل زندگی؛
اهمیت ابتکار فردی؛
تحرک اجتماعی؛
تشویق سازمان‌های خصوصی؛
تنظیم فعالیت‌ها از طریق قرارداد،
درستکاری و مهربانی؛
دولت مدافع منافع افراد؛
فعالیت دولت برای جامعه؛
نامتمرکز بودن دولت؛
وابستگی متقابل اقتصادی و بازرگانی خارجی؛
وجود آزادی؛
وجود سازمان‌ها و بخش خصوصی؛ همکاری داوطلبانه.

## موقعیت - قرارداد
- هنری جیمز سامنر ماین (۱۵ اوت ۱۸۲۲–۳ فوریه ۱۸۸۸) انگلیسی: موقعیت - قرارداد
  - موقعیت (به انگلیسی: Status): پیوند محکم افراد از نظر موقعیت با گروه‌های سنتی، دنیای باستان.
  - قرارداد (به انگلیسی: Contract): آزادی افراد در انعقاد قرارداد و معاشرت با دیگران، افراد به‌عنوان کارگزاران خودمختار و آزاد، دنیای مدرن.

## مقدس - دنیوی
- هوارد ساول بکر (۱۸ آوریل ۱۹۲۸-۱۶ اوت۲۰۲۳) آمریکایی: مقدس - دنیوی (لاهوتی - ناسوتی)
  - مقدس (به انگلیسی: S):
  - دنیوی (به انگلیسی: S):